# Коррез (кантон)
Корре́з (фр. Corrèze) — кантон во Франции, находится в регионе Лимузен, департамент Коррез. Входит в состав округа Тюль.
Код INSEE кантона — 1908. Всего в кантон Коррез входят 9 коммун, из них главной коммуной является Коррез.

## Коммуны кантона
| Коммуна           | Население, чел. (2007) | Почтовый индекс | Код INSEE |
| ----------------- | ---------------------- | --------------- | --------- |
| Бар               | 322                    | 19800           | 19016     |
| Витрак-сюр-Монтан | 252                    | 19800           | 19287     |
| Коррез            | 1 177                  | 19800           | 19062     |
| Мейриньяк-л’Эглиз | 52                     | 19800           | 19137     |
| Орльяк-де-Бар     | 260                    | 19390           | 19155     |
| Сарран            | 273                    | 19800           | 19251     |
| Сент-Огюстен      | 438                    | 19390           | 19181     |
| Шомей             | 159                    | 19390           | 19051     |
| Эйрен             | 515                    | 19800           | 19081     |

## Население
Население кантона на 2007 год составляло 3 448 человек.
| 1962  | 1968  | 1975  | 1982  | 1990  | 1999  | 2006  | 2007  |
| ----- | ----- | ----- | ----- | ----- | ----- | ----- | ----- |
| 4 227 | 4 630 | 4 207 | 3 790 | 3 404 | 3 321 | 3 436 | 3 448 |